# Західні Бескиди
За́хідні Бески́ди (пол. Beskidy Zachodnie, чеськ. Západní Beskydy; словац. Západné Beskydy) — група роз'єднаних середньовисотних гірських масивів (напр. Моравсько-Сілезькі Бескиди) і хребтів у Західних Карпатах на території Польщі, Словаччини та Чехії; західна частина Бескидів. Лежить між долинами Бечви і Кісуци на південному заході і між долиною Білої — Тилицьким проваллям — річкою Топлею на сході. На півдні межують з Центральними Карпатами
Довжина близько 250 км, висота до 1 725 метрів (гора Баб'я Ґура).
Складені здебільшого кайнозойськими пісковиками і сланцями (фліш). Вершини переважно плоскі. Нижні частини схилів покриті лісами буків і ялин, вище — субальпійські луки.
Значна частина Західних Бескидів лежить у межах українських етнічних територій — Лемківщини і Бойківщини.
Володимир Кубійович вказує, що на українській етнографічній території, головно в сточищі р. Попрад і Ториса, лежить тільки східна околиця Західних Бескидів. Тут до складу гір входять такі групи:
- Яворина (1116 м), Чернігівські гори (Менчіл, 1157 м),
- Списька Маґура (1158 м), Левоцькі гори (1300 м).[1]

У масиві розташована група гір Яворина.

## Склад
Західні Бескиди мають у своєму складі наступні хребти:
Західна частина Західних Бескид містить такі гірські райони (див. мапу «е»):
- e1 — Гостинсько-Всетинські гори[en];
- e2 — Моравсько-Сілезькі Бескиди;
- e3 — Турзовська височина;
- e4 — Яблунковська Бразда;
- e5 — Рожновська Бразда;
- e6 — Яблунковське міжгір'я;
- e7 — Сілезькі Бескиди;
- e8 — Живецька улоговина[en].

Північна частина Західних Бескид включає такі гірські райони (див. мапу «f»):
- f1 — Малі Бескиди[en];
- f2 — Маковські Бескиди[en];
- f3 — Острівні Бескиди;
- f4 — Горце[en];
- f5 — Рабчанська улоговина;
- f6 — Сондецька улоговина.

Центральна частина Західних Бескид містить такі гірські райони (див. мапу «g»):
- g1 — Оравські Бескиди (Живецькі Бескиди);
- g2 — Кисуцькі Бескиди;
- g3 — Оравська Магура;
- g4 — Оравська височина[en];
- g5 — Підбескидська Борозда;
- g6 — Підбескидське передгір’я.

Східна частина Західних Бескид включає такі гірські райони (див. мапу «h»):
- h1 — Сондецькі Бескиди;
- h2 — Чергівські гори;
- h3 — П'єніни.

## Карти

Західна частина Західніх Бескидів, позначено червоним (e)
Північна частина Західніх Бескидів, позначено червоним (f)
Східна частина Західніх Бескидів, позначено червоним (h)
Центральна частина Західніх Бескидів, позначено червоним (g)

| Польща | Це незавершена стаття з географії Польщі. Ви можете допомогти проєкту, виправивши або дописавши її. |

| Словаччина | Це незавершена стаття з географії Словаччини. Ви можете допомогти проєкту, виправивши або дописавши її. |

| Чехія | Це незавершена стаття з географії Чехії. Ви можете допомогти проєкту, виправивши або дописавши її. |